# Attaque de 2008 contre l'ambassade des États-Unis au Yémen
L' attaque de l'ambassade des États-Unis au Yémen en 2008 à Sanaa, au Yémen, le 17 septembre 2008, a fait 18 morts et 16 blessés. Six assaillants, six policiers yéménites et six civils ont été tués.
Le Jihad islamique du Yémen, une filiale d'Al-Qaïda, a revendiqué les attentats. Le groupe a également menacé de futures attaques contre d'autres ambassades, notamment celles d'Arabie saoudite, des Émirats arabes unis et du Royaume-Uni.
Cette attaque était la deuxième à se produire la même année, après une attaque au mortier plus tôt en 2008, le 18 mars, qui a raté l'ambassade et a plutôt touché une école de filles à proximité. Le Jihad islamique du Yémen, une filiale d'Al-Qaïda, a revendiqué l'attentat.